# 브래드 패튼
브래드 패튼(Brad Patton, 1972년 8월 7일 ~ )은 전직 게이 포르노 배우이다. 스웨덴에서 자랐고, 현재는 암스테르담에서 살고 있다.

## 출연 작품
- Hot Wired 2: Turned On (2003)
- Drenched Part I: Soaking It In (2003)
- The Taking Flight Set (2004)
- Man Made (2005)
- Trunks 2 (2006)
- Casting Couch (2007)
- Heaven To Hell (2005)
- Cross Country Part 1 (20**)
- The Recruits (20**)